# Dominique Mainard
Œuvres principales
Leur histoire
Pour vous  Ma Vie En 17 Pieds
Dominique Mainard, née en 1967 à Paris, est une traductrice de romans anglais, nouvelliste et romancière française. Elle est lauréate du prix des libraires en 2009 pour son roman Pour vous.

## Biographie
Dominique Mainard a grandi dans la région lyonnaise et séjourné cinq ans aux États-Unis.
Elle a publié des romans, des nouvelles, et a également traduit depuis l'anglais des auteurs tels Janet Frame ou John Cheever.
En 2008 elle publie son premier roman jeunesse Ma vie en 17 pieds. Pour Martine Laval de Télérama : « on retrouve le style Mainard : finesse et délicatesse, un regard acidulé sur le monde de l'enfance ou de l'adolescence, si présent dans ses textes. Même pour les enfants, Mainard écrit du Mainard : l'abandon, la solitude, le vide, et cette tenace envie d'en découdre malgré tout » .

## Œuvres
Traductions
Romans anglais, notamment des auteurs John Cheever et Janet Frame
Recueils de nouvelles
- Le Grenadier (1997), éditions Gallimard – prix littéraire de la Vocation
- La Maison des fatigués, éditions Joëlle Losfeld

Romans
- Le Grand Fakir (2001), éditions Joëlle Losfeld.
- Leur histoire (2002), éditions Joëlle Losfeld – prix du roman Fnac et prix Alain-Fournier.
- Le Ciel des chevaux (2004), éditions Joëlle Losfeld.
- Je voudrais tant que tu te souviennes (2007), éditions Joëlle Losfeld.
- Pour vous (2008), éditions Joëlle Losfeld – prix des libraires 2009.

Nouvelles
- La Vie en rose, (2007), éditions du Chemin de fer

Jeunesse
- Ma vie en 17 pieds[1],[2], (2008), L'École des loisirs

## Adaptation
Alain Corneau a réalisé une adaptation cinématographique de Leur histoire, avec Sergi López et Sylvie Testud, Les Mots bleus (2005).